# Tree of Life (album)
Pour les articles homonymes, voir Tree of Life.
Albums de Yodelice
Maxim Nucci
(2006) Cardioid
(2010)
Tree of Life est le deuxième album studio de Maxim Nucci et son premier sous le nom de scène Yodelice. Il est sorti le 13 avril 2009 sur les plateformes de téléchargement et le 25 mai 2009 dans les bacs.
L'album est récompensé lors des Victoires de la musique 2010 dans la catégorie « Album révélation de l'année » et nommé au Prix Constantin.
Deux singles en sont extraits : Sunday with a Flu et Free.
Sur cet album, Yodelice est à la fois le chanteur, le compositeur, le producteur et l'un des musiciens (guitare, claviers, basse et percussion). Les paroles sont écrites par Marianne Groves. Parmi les musiciens, figure le batteur Abraham Laboriel Junior.

## Liste des titres
1. Insanity
2. Sunday with a Flu
3. Free
4. Alone
5. The Other Side
6. Cloud Nine
7. Emergency
8. Noise
9. Safe and Scared
10. Shadow Boxing
11. Tree of Life (bonus)